# Hypopterygium flavolimbatum
Hypopterygium flavolimbatum är en bladmossart som beskrevs av C. Müller 1850. Hypopterygium flavolimbatum ingår i släktet Hypopterygium och familjen Hookeriaceae. Inga underarter finns listade i Catalogue of Life.